# Pablo Grant
Pablo Grant (* 1997 in Berlin; † 6. Februar 2024) war ein deutscher Schauspieler und Rapper. Er war unter dem Namen Dead Dawg Mitglied des Rap-Kollektivs BHZ.

## Leben

### Karriere als Schauspieler
Pablo Grant absolvierte seine Schauspielausbildung an der Transform Schauspielschule in Berlin, die er 2017 abschloss.
Ab 2015 stand er für Kino- und TV-Produktionen vor der Kamera, bei denen er u. a. mit Detlev Buck, Torsten C. Fischer, Erwin van den Eshof, Miguel Alexandre, Dirk Kummer und David Nawrath drehte.
Sein Kino-Debüt hatte er mit einer Nebenrolle als Bino im dritten Bibi-und-Tina-Film, Bibi & Tina: Mädchen gegen Jungs, der im Januar 2016 in die deutschen Kinos kam. Zwischen 2018 und 2019 spielte er in den ersten beiden Staffeln der auf ZDFneo ausgestrahlten Webserie Druck die Rolle eines Schülers am Berliner Barnim-Gymnasium. 2019 gehörte er zum jugendlichen Darstellerensemble der deutschen Kinokomödie Misfit.
In der TV-Tragikomödie Herren, die im September 2020 auf Arte erstausgestrahlt wurde, spielte er Stevie, den Sohn des Afrobrasilianers Ezequiel (Tyron Ricketts) und der Schwarzen Krankenschwester Marta, der zwar erfolgreich das Abitur bestanden hat, aber eine Lehre als Frisör machen will.
Im Magdeburger Polizeiruf 110 gehörte er von Februar 2020 bis zu seinem Tod als Kriminalobermeister (KOM) und späterer Kriminaloberkommissar Günther Márquez zum Ermittlerteam um Kriminalhauptkommissarin Doreen Brasch (Claudia Michelsen) und Kriminalrat Uwe Lemp (Felix Vörtler).
Im Märchenfilm Der Geist im Glas (2021) verkörperte er in einer Hauptrolle den abenteuerlustigen Jakob, den Lehrling einer weisen Kräuterfrau. In der Fernsehtragikomödie Nie zu spät (2022) spielte er an der Seite von Heino Ferch den sensiblen 22-jährigen Studenten Jonas, Sohn eines erfolgreichen Flugkapitäns, der sich wünscht, von seinem Vater mehr Aufmerksamkeit und Anerkennung zu erhalten.
In einer Folge der dritten Staffel der ZDF-Serie SOKO Hamburg spielte er den talentierten Stürmer und Torschützenkönig David Baldé. In der 26. Staffel der Fernsehserie In aller Freundschaft (2023) übernahm er eine Episodenhauptrolle als Soziologie-Student, der als Notfallpatient in die Sachsenklinik kommt und sehr offensiv mit dem Krankenpfleger Kris Haas (Jascha Rust) flirtet.

### Karriere als Musiker
Pablo Grant war seit seiner Jugend als Musiker aktiv. Ende 2013 begann er zusammen mit Freunden erste Songs auf SoundCloud hochzuladen. Unter dem Namen Dead Dawg war er von 2016 bis zu seinem Tod Mitglied des Rap-Kollektivs BHZ aus Berlin-Schöneberg, mit dem ihm auch der künstlerische Durchbruch als Rapper gelang.
Seit Mitte der 2010er Jahre prägte Grant die Entwicklung des deutschen Raps maßgeblich mit. Insbesondere mit seinen „berührenden und verletzlichen“ Songtexten und Klängen machte er sich als Rapper einen Namen. Er galt als der „Romantiker“ bei BHZ, der dem Rap-Kollektiv mit seinen Texten einen „sanften und poetischen Anstrich“ gab.
Mitte Juni 2019 veröffentlichte er sein erstes Soloalbum Dunklschwarz, bei dem Grant sich mit seinen „nachdenklichen Lyrics“, und insbesondere mit Songs wie Frida oder Kleiner Prinz, als „einfühlsamer und sensibler“ Rapper zeigte. Im September 2022 veröffentlichte Grant die Multi-Single Gott ist eine Frau, ein „feministisches Statement“, und zugleich ein „Bruch mit Genre-Konventionen“. Im Mai 2023 erschien sein zweites Soloalbum Liebe und Schmerz, auf dem er auch eine Zwischenbilanz seines Lebens zog.

### Privates
Grant, der die deutsche und französische Staatsangehörigkeit hatte, wuchs in einer multilingualen Familie auf, in der Englisch, Französisch und Deutsch gesprochen wurde. Die Eltern seiner Mutter stammten aus Frankreich und Peru. Sein aus den Vereinigten Staaten stammender Vater († 2013) war als Jazz- und Rock-Musiker aktiv und arbeitete in Berlin an Sprachschulen als Englischlehrer, um seinen Lebensunterhalt zu verdienen. Seine Schwester Joy Grant (* 1999) ist unter dem Künstlernamen Babyjoy als Rapperin aktiv.
2022 wurde Grant Vater einer Tochter, der er den Song Anouk auf seiner EP Gott ist eine Frau widmete.

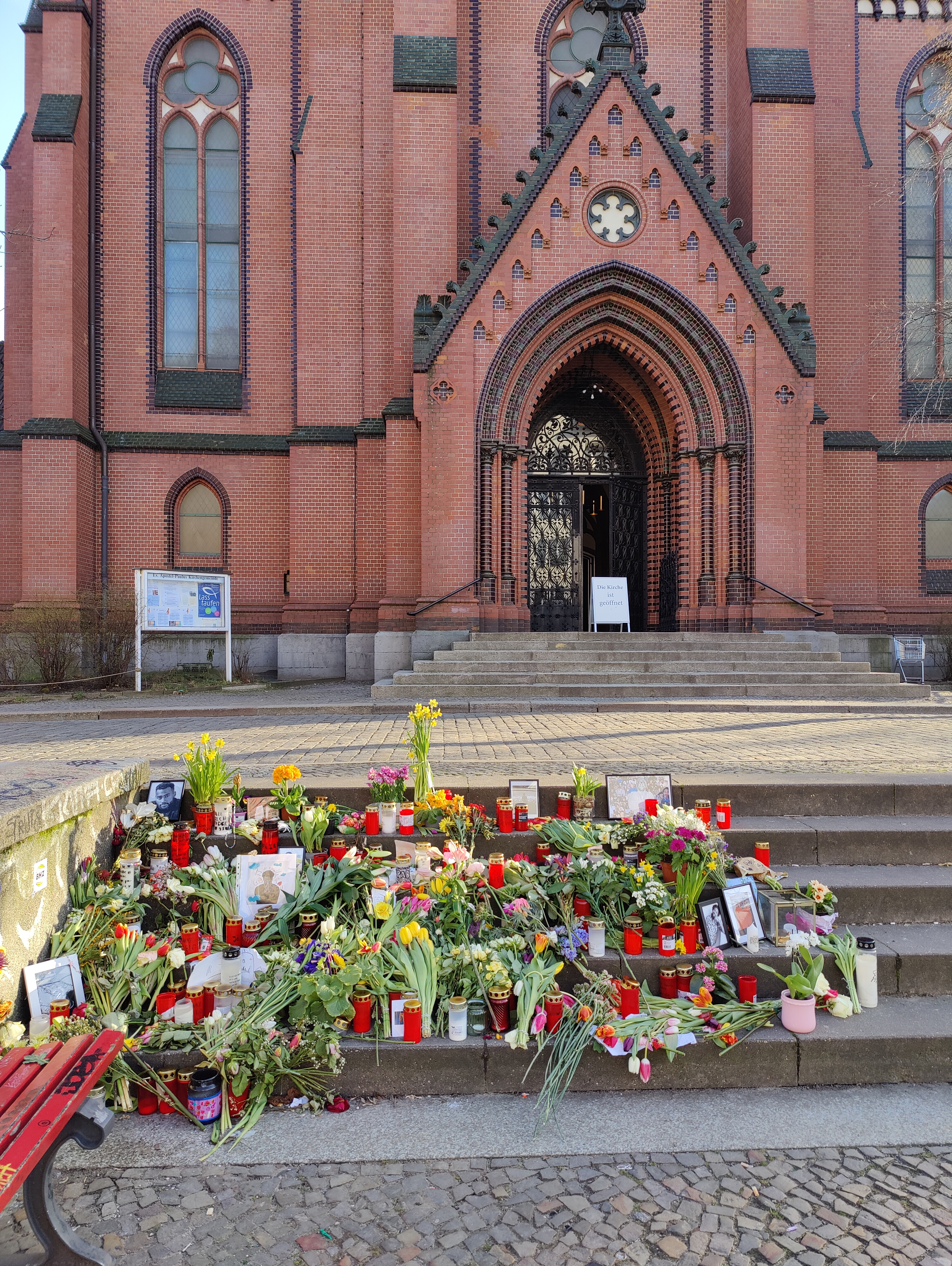
Blumen vor der Apostel-Paulus-Kirche in Berlin-Schöneberg zum Gedenken an Pablo Grant im Februar 2024

Grant lebte in Berlin. Am 6. Februar 2024 starb er im Alter von 26 Jahren an den Folgen einer Thrombose.

## Filmografie (Auswahl)
- 2016: Bibi & Tina: Mädchen gegen Jungs (Kinofilm)
- 2016: Tatort: Wir – Ihr – Sie (Fernsehreihe)
- 2018–2019: Druck (Fernsehserie, Serienrolle)
- 2019: Misfit (Kinofilm)
- 2019: In Wahrheit: Still ruht der See (Fernsehreihe)
- 2019: Zerbrochen – Ein Fall für Dr. Abel (Fernsehreihe)
- 2019: Herren (Fernsehfilm)
- 2020–2025: Polizeiruf 110 (Fernsehreihe, einzelne Folgen → siehe Doreen Brasch)
- 2021: SOKO Hamburg: Das letzte Spiel (Fernsehserie)
- 2021: Der Geist im Glas (Märchenfilm)
- 2022: Nie zu spät (Fernsehfilm)
- 2023: 5 Seasons – eine Reise
- 2023: In aller Freundschaft: Reine Tische (Fernsehserie)

## Studioalben
- 2019: Dunklschwarz (Dead Dawg, BHZ)
- 2023: Liebe und Schmerz (Dead Dawg, BHZ)